# Axum (sous-marin)
Le Axum est un sous-marin de la classe Adua (sous-classe de la Serie 600), en service dans la Regia Marina lancé au milieu des années 1930 et ayant servi pendant la Seconde Guerre mondiale.
Il est nommé d'après l'ancienne cité d'Aksoum en Ethiopie.

## Caractéristiques
Les sous-marins de la classe Adua sont des sous-marins de petite croisière à simple coque avec double fond central et bulges latéraux, pratiquement identiques à ceux de la série précédente Perla dont ils constituent une répétition. C'est la plus grande série de la classe 600 et donne de bons résultats au cours du conflit, bien que la vitesse de surface soit plutôt faible, les bateaux sont robustes et maniables. Il y a de petites différences dans le déplacement et les détails de construction entre les unités construites sur des sites différents.
Ils déplaçaient 697,25 tonnes en surface et 856,40 tonnes en immersion. Les sous-marins mesuraient 60,18 mètres de long, avaient une largeur de 6,45 mètres et un tirant d'eau de 4,7 mètres.
Pour la navigation de surface, les sous-marins étaient propulsés par deux moteurs diesel de 600 chevaux (447 kW), chacun entraînant un arbre d'hélice. En immersion, chaque hélice était entraînée par un moteur électrique de 400 chevaux-vapeur (298 kW). Ces moteurs électriques étaient alimentés par une batterie d'accumulateurs au plomb composée de 104 éléments. Ils pouvaient atteindre 14 nœuds (26 km/h) en surface et 7,5 nœuds (13,9 km/h) sous l'eau. En surface, la classe Adua avait une autonomie de 3 180 milles nautiques (5 890 km) à 10,5 nœuds (19,4 km/h), en immersion, elle avait une autonomie de 74 milles nautiques (137 km) à 4 nœuds (7,4 km/h)
Les sous-marins étaient armés de six tubes lance-torpilles internes de 53,3 cm, quatre à l'avant et deux à l'arrière. Une torpille de rechargement était transportée pour chaque tube, pour un total de douze. Ils étaient également armés d'un canon de pont de 100 mm OTO 100/47 pour le combat en surface. L'armement antiaérien léger consistait en une ou deux paires de mitrailleuses Breda Model 1931 de 13,2 mm.

## Construction et mise en service
Le Axum est construit par le chantier naval Cantieri Riuniti dell'Adriatico (CRDA) de Monfalcone en Italie, et mis sur cale le 8 mars 1936. Il est lancé le 27 septembre 1936 et est achevé et mis en service le 2 décembre 1936. Il est commissionné le même jour dans la Regia Marina.

## Historique
Une fois en service, le Axum rejoint le 32e escadron de sous-marins, basé à Naples.
Le 27 août 1937, pendant la guerre d'Espagne, il effectue une mission en faveur des forces franquistes. Cette mission, effectuée dans le canal de Sicile, se termine le 5 septembre sans qu'aucune unité suspecte ne soit aperçue,.
Affecté alors au 71e escadron du VIIe groupe de sous-marins à Cagliari, il reste en fait basé à Naples, et il est dans cette situation lors de l'entrée de l'Italie dans la Seconde Guerre mondiale. Dans la première phase de la guerre, il opère surtout dans le bassin occidental de la Méditerranée.
Le 9 novembre 1940, dans l'après-midi, il quitte Cagliari et est envoyé au large de l'île de La Galite avec quatre autres sous-marins (parmi lesquels ses navires-jumeaux (sister ships) Alagi et Aradam) en opposition à l'opération britannique Coat (avec divers objectifs, parmi lesquels l'envoi de navires de guerre de Gibraltar à Alexandrie, de convois à Malte et en Grèce, l'attaque à la torpille contre Tarente et l'attaque de convois italiens dans le Bas Adriatique). Le même jour, peu après sept heures du soir, il entend des bruits de turbine sur l'hydrophone, mais la distance est trop grande pour tenter une manœuvre d'approche.
Le 16 juin 1941, au cours d'une autre mission (sous le commandement du capitaine de corvette Emilio Gariazzo), il atteint son secteur d'embuscade entre Ras Uleima et Marsa Matruh, d'où, le 20, il s'approche de Benghazi. Le 23 juin, dans la nuit, il repère un navire naviguant vers l'ouest et l'attaque avec un lancement de torpilles d'une distance de 800 mètres. La torpille étant défectueuse, elle manque la cible et une autre torpille est lancée, mais cette dernière manque également l'unité ennemie, passant à quelques mètres derrière. Repéré par le navire, le Axum doit s'immerger et est brièvement bombardé par des grenades sous-marines, sans toutefois subir de dommages.
En septembre 1941, au cours de l'opération britannique Halberd (il s'agit d'une mission de ravitaillement de Malte, mais le commandement italien pense qu'il peut s'agir d'une action de bombardement naval contre la côte italienne), il est déployé à l'est des îles Baléares dans un rôle défensif (avec trois autres sous-marins), mais la formation britannique n'est pas passée par ces eaux.
Le 15 juillet 1942, sous le commandement du lieutenant de vaisseau (tenente di vascello) Emilio Ferrini, à l'est de l'île des Chiens, il aperçoit le mouilleur de mines HMS Welshman (M84) qui navigue vers Malte. Il lance son attaque - compliqué par le fait que la mer agitée empêche le maintien de la profondeur de périscope - et, pendant la nuit, il lance trois torpilles qui, cependant, n'atteignent pas la cible en raison des mauvaises conditions météorologiques.
Le 11 août 1942, il fait partie des onze sous-marins qui se tapissent au nord de la Tunisie, entre le Scoglio Fratelli et le Banco Skerki, pour attaquer un convoi britannique à destination de Malte : c'est l'opération britannique Pedestal, qui aboutit ensuite à la bataille de la mi-août,. Le 14 août à 19h33, il repère le convoi britannique, qu'il note être composé d'une quinzaine de navires marchands, de deux croiseurs et de plusieurs destroyers. A 19h42, il se déplace à 15 mètres de profondeur et manœuvre pour s'approcher du convoi. A 19h48, il retourne à la profondeur du périscope, et, à 19h55, à des distances comprises entre 1 300 et 1 800 mètres, le Axum lance une salve de quatre torpilles : trois réussissent, frappant le croiseur léger moderne HMS Nigeria (60) (8 530 tonnes), le vieux croiseur antiaérien HMS Cairo (D87) (4 190 tonnes) et le pétrolier Ohio (9 514 tonneaux),. Sur le Cairo, une explosion dévastatrice enlève la poupe tuant 24 hommes. Après plusieurs tentatives de remorquage, le navire, en feu et immobilisé, doit être coulé par les tirs de canon du HMS Derwent (L83),. Le Nigeria a 52 morts à bord et, en flammes et avec une forte gîte, il doit retourner à Gibraltar avec l'escorte de trois destroyers (le navire est d'ailleurs le navire amiral du commandant de la Force X qui escorte le convoi, l'amiral Harold Burrough, qui doit se rendre sur le destroyer HMS Ashanti (F51)), restant hors de combat jusqu'en septembre 1943,. Le Ohio est gravement endommagé, mais il réussit à poursuivre sa route vers Malte et à l'atteindre après une véritable épopée, au cours de laquelle il est de nouveau touché par un avion. Il coule dans le port de l'île après avoir déchargé son carburant,. Entre-temps, le Axum, qui s'est immergé, est soumis, à partir de 19h59, à des attaques aux grenades sous-marines, qui durent environ deux heures. Le sous-marin reste à une profondeur comprise entre 100 et 120 mètres, sans aucun dommage, et refait surface à 22h50 en observant les effets de ses tirs de torpilles et des autres attaques aériennes et sous-marines simultanées.

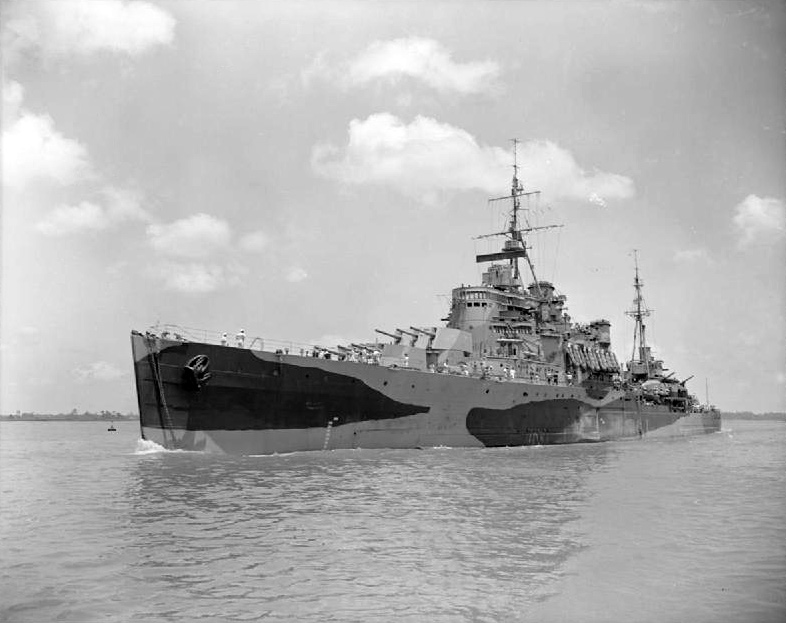
Le croiseur léger HMS Nigeria
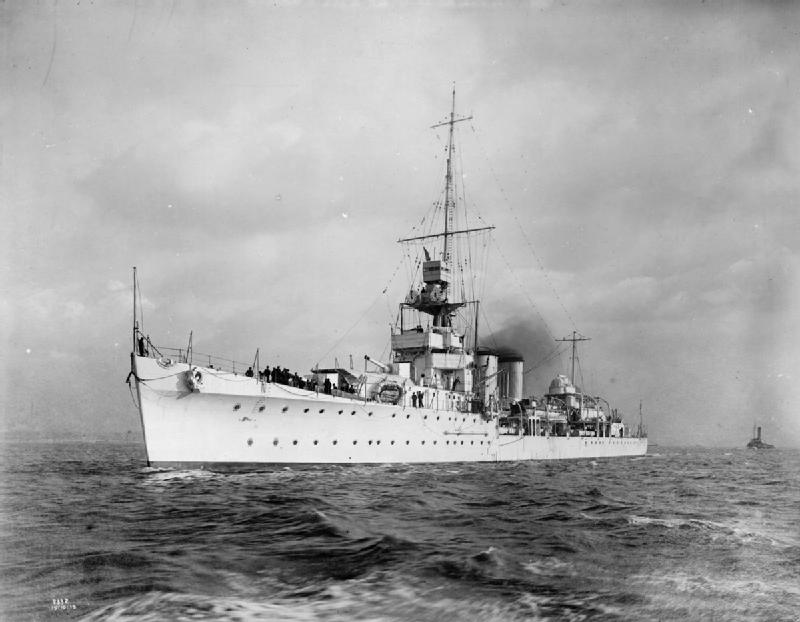
Le croiseur anti-aérien HMS Cairo
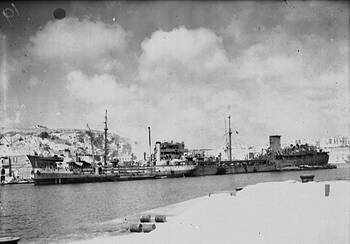
Le pétrolier Ohio
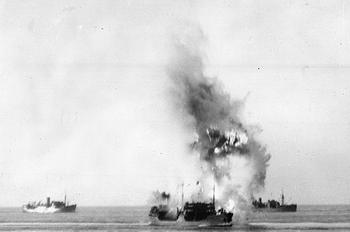
Le Ohio touché par la torpille du Axum
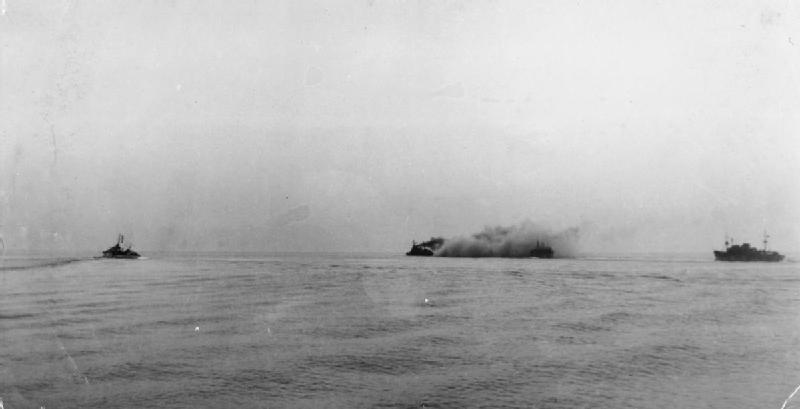
Le Nigeria en feu après le torpillage

Lors de la proclamation de l'armistice du 8 septembre 1943 (armistice de Cassibile), le sous-marin était en train de réparer ses moteurs Diesel à Pouzzoles S'étant initialement rendu à Palerme, où il se rend aux Alliés, il quitte ce port le 20 septembre avec cinq autres sous-marins et plusieurs autres unités navales, pour se rendre à Malte. Le 9 octobre, il quitte Malte et retourne en Italie, à Tarente.
Avec le lieutenant de vaisseau Giovanni Sorrentino comme commandant, il est employé pour transporter des espions et des saboteurs vers les territoires occupés par l'Allemagne.
Le 20 novembre, il part pour sa première mission, débarquant des opérateurs près de Morea (Grèce). Il rentre à la base le 7 décembre.
Le 19 décembre, il quitte Brindisi pour sa deuxième mission, mais il doit y retourner immédiatement en raison d'une panne d'un des moteurs diesel.
Le 25 décembre 1943, il quitte Tarente pour aller chercher des informateurs dans le golfe d'Arcadie, au sud du cap Katacolon (Grèce). Le 27 décembre, dans la soirée, il atteint le point de réembarquement prévu et reçoit les signaux convenus de la rive ; un canot, conduit par un officier britannique, est alors descendu. En attendant son retour, manœuvrant à une courte distance du rivage, le Axum finit par s'échouer sur un haut-fond non marqué sur les cartes peu détaillées fournies,. Malgré les tentatives de manœuvres, il n'a pas été possible de désengager le sous-marin. L'équipage est débarqué et le 29, au petit matin, le commandant Sorrentino et les quelques autres personnes restant à bord sabordent et coulent le sous-marin,.
L'équipage et les informateurs effectuent une marche de cinq jours à travers les montagnes de Morea, atteignant une zone plus sûre pour le réembarquement. Le 29 janvier 1944, ils sont tous récupérés par le torpilleur Ardimentoso,.
Au total, le Axum avait effectué 27 missions offensives-exploratoires et 22 missions de transfert, couvrant une distance totale de 22 889 milles nautiques (42 390 km) en surface et 3 413 milles nautiques (6 320 km) sous l'eau. Au cours de la guerre, deux membres de l'équipage sont morts, le chef d'équipage Giuseppe Bocci et le matelot Emilio Poletti, respectivement le 28 juin 1941 et le 6 avril 1942.